# 55676 Klythios
55676 Klythios este o planetă minoră (asteroid), cu un diametru de 13,171 km, din Asteroid troian al lui Jupiter. A fost descoperită pe 26 martie 1971 la Observatorul Palomar de Cornelis Johannes van Houten. 
Obiectul prezintă o orbită caracterizată de o semiaxă mare de 5,2334016972802 UAi, o excentricitate de 0,039, o înclinație de 11,8 ° în raport cu ecliptica.